# Antônio Amaral Filho
Antônio Amaral Filho (, 4 de abril de 1921 — , ) foi um nadador brasileiro, que participou de uma edição dos Jogos Olímpicos pelo Brasil.

## Trajetória esportiva
Nas Olimpíadas de 1936 em Berlim, nadou os 100 metros costas, não chegando à final da prova.